# Catherine-Belgique d'Orange-Nassau
Catherine-Belgique d'Orange-Nassau, née le 31 juillet 1578 à Anvers et morte le 12 avril 1648 à La Haye, est la fille de Guillaume Ier d'Orange-Nassau et de Charlotte de Montpensier.

## Biographie
Elle grandit avec sa tante Catherine de Nassau-Dillenbourg. Jean, son oncle, arrange son mariage avec son filleul Philippe-Louis II de Hanau-Münzenberg (1576-1612) en 1596 au château de Dillenbourg.
Catherine-Belgique agit comme régente pour son fils après la mort de son mari en 1612. Cette régence dure jusqu'en 1626. Dans les années 1630, Catherine-Belgique et sa famille passent plusieurs années en exil en Hollande en raison de la domination espagnole.
Ses restes sont inhumés dans la crypte de la famille d'Orange-Nassau (nl) dans la Nieuwe Kerk à Delft.

## Mariage et descendance
Elle épouse en 1596 Philippe-Louis II de Hanau-Münzenberg (1576-1612). De ce mariage sont issus :
- Charlotte-Louise (* 10 août 1597, Windecken - † 15 juillet 1649 à Cassel), célibataire,
- une fille (* 29 juillet 1598 - † 9 août 1598),
- Philipp Ulrich (* 2 janvier 1601 - † 7 avril 1604, Steinau),
- Amélie-Élisabeth de Hanau-Münzenberg (* 29 janvier 1602, Hanau - † 8 août 1651, Cassel), épouse Guillaume V de Hesse-Cassel,
- Katharina Juliane (* 17 mars 1604 - † 28 décembre 1668, Hanau), épouse le 11 septembre 1631 le comte Albert Otto II von Solms-Laubach-Rödelheim-Assenheim, puis le 31 mars 1642 Moritz Christian von Wied-Runkel,
- Philippe-Maurice (* 25 août 1605 - † 3 août 1638), enterré à la Marienkirche (de) de Hanau, successeur de son père,
- Wilhelm Reinhard (* 20 septembre 1607 - † 25 septembre 1630 à Aix-la-Chapelle), enterré à la Marienkirche de Hanau,
- Heinrich Ludwig (* 7 mai 1609 - † 11 juillet 1632 au siège de Maastricht comme colonel dans le Noordhollandse Regiment),
- Friedrich Ludwig (* 27 juillet 1610 - † 4 octobre 1628, Paris), enterré à Sedan,
- Jakob Johann (* 28 juillet 1612 - † 9/19 juin 1636, tombé à Saverne) inhumé à l'église Saint-Nicolas de Strasbourg.